# 三皇镇
三皇镇，是中华人民共和国广西壮族自治区桂林市永福县下辖的一个乡镇级行政单位， 现有人口1.8万人（2020年）。

## 行政区划
三皇乡下辖以下地区：
三皇村、荣田村、江头村、六龙村、大路村、马安村、华山村、桐木村、文明村、清水村和古城村。